# 白子菜
白子菜（学名：Gynura divaricata）为菊科菊三七属的植物。分布于越南以及中国大陆的云南、广东、海南、香港等地，生长于海拔100米至1,800米的地区，常生长在荒坡、山坡草地以及田边潮湿处，目前尚未由人工引种栽培。

## 别名
鸡菜（海南）、大肥牛、叉花土三七（云南种子植物名录）